# 罗伯特·梅特卡夫
罗伯特·梅蘭克頓·梅特卡夫（英語：Robert Melancton Metcalfe，1946年4月7日— ），暱稱鮑伯·梅特卡夫（Bob Metcalfe）是一名美國工程師、企業家。他發明了乙太網路，成立3Com且制定了梅特卡夫定律。

## 生平
在1973年，梅特卡夫在帕羅奧多研究中心工作時，他發明了乙太網路，一個可以在短矩離使得電腦可以互相連通的標準。在1979年，梅特卡夫離開帕羅奧多研究中心，成立3Com，一家電腦網路設備的製造商。在1980年，以發展區域網路，特別是乙太網的貢獻，他得到由計算機協會所頒發的格蕾丝·默里·霍珀奖。在1990年，梅特卡夫從3Com退休並且開始一段為期10年的的發行者和網路權威者的生涯，為信息世界撰寫網路專欄。他於2001年成為資本投資家，現在是Polaris Partners的一員。
他以兩個學士學位畢業於麻省理工學院，一個是電機工程學位，另一個麻省理工學院史隆商學院的工業管理學位。他在哈佛大學以一篇有關於封包交換的論文取得博士學位。那篇論文實際上是他在麻省理工學院為一個名為MAC的計劃工作時寫好的。
在2005年3月14日，美國布希總統在白宮慶典時頒給他全國科技獎章，以表揚他創新乙太網路及將其標準化及商業通用化上的領導地位。根據IDC，在2004年全世界上有2億個新的乙太網路的埠被製造出貨。
他獲得了2022年圖靈獎，以表彰他對以太網的發明、標準及商業化，乃至互聯網的貢獻。